# Yonghe (köpinghuvudort i Kina, Jiangxi Sheng, lat 27,03, long 115,01)
Yonghe är en köpinghuvudort i Kina. Den ligger i provinsen Jiangxi, i den sydöstra delen av landet, omkring 200 kilometer sydväst om provinshuvudstaden Nanchang. Antalet invånare är 22 730. Befolkningen består av 10 938 kvinnor och 11 792 män. Barn under 15 år utgör 22,0 %, vuxna 15-64 år 70 %, och äldre över 65 år 7,0 %.
Runt Yonghe är det ganska tätbefolkat, med 192 invånare per kvadratkilometer. Närmaste större samhälle är Ji'an, 10,2 km norr om Yonghe. Trakten runt Yonghe består till största delen av jordbruksmark.
Genomsnittlig årsnederbörd är 1 988 millimeter. Den regnigaste månaden är maj, med i genomsnitt 312 mm nederbörd, och den torraste är oktober, med 25 mm nederbörd.